# کاترپیلار ۷۹۷

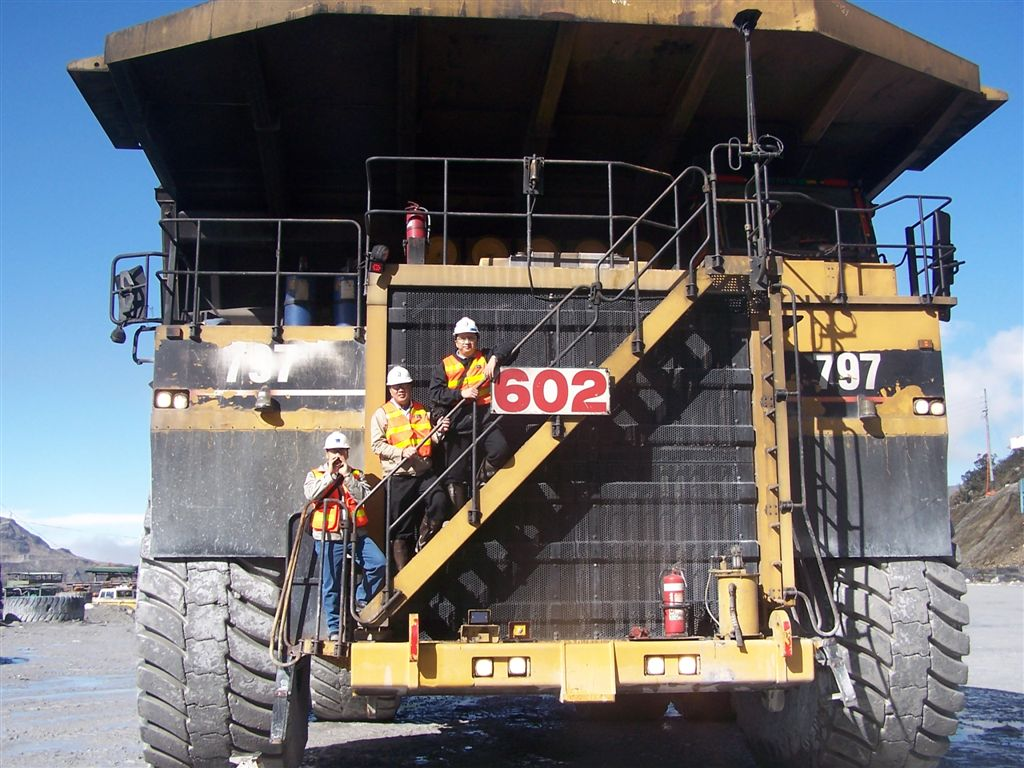

کاترپیلار ۷۹۷ (Caterpillar ۷۹۷) خودرویی است که در سال‌های September ۲۲، ۱۹۹۸ تا Presentدر آمریکای شمالی تولید شده‌است. طراحی آن توزیع نیروی پیشران بوده است.